# 卢瓦尔河畔佩里尼
卢瓦尔河畔佩里尼（法語：Perrigny-sur-Loire，法語發音：[pɛʁiɲi syʁ lwaʁ]）是法国索恩-卢瓦尔省的一个市镇，属于沙罗勒区。

## 地理
卢瓦尔河畔佩里尼（46°32'22"N, 3°50'14"E）面积15.4 平方千米，位于法国勃艮第-弗朗什-孔泰大區索恩-卢瓦尔省，该省份为法国中部省份，北起顺时针与科多尔省、汝拉省、安省、罗讷省、卢瓦尔省、阿列省和涅夫勒省接壤。
与卢瓦尔河畔佩里尼接壤的市镇（或旧市镇、城区）包括：库朗日、卢瓦尔河畔皮埃尔菲特、沙尔穆、卢瓦尔河畔日利、莱盖罗、讷维格朗尚、圣阿尼昂。

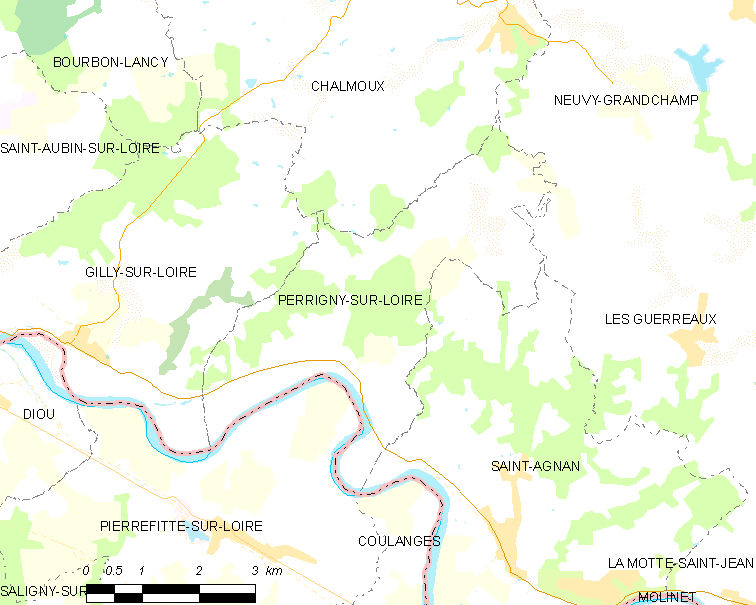
卢瓦尔河畔佩里尼的OSM定位图

卢瓦尔河畔佩里尼的时区为UTC+01:00、UTC+02:00（夏令时）。

## 行政
卢瓦尔河畔佩里尼的邮政编码为71160，INSEE市镇编码为71348。

## 政治
卢瓦尔河畔佩里尼所属的省级选区为迪关县。

## 人口

1962-2008年间卢瓦尔河畔佩里尼人口变化图示

卢瓦尔河畔佩里尼于2022年1月1日时的人口数量为140人。